# 班納鎮區 (阿肯色州薩林縣)
班納鎮區（英語：Banner Township）是位於美國阿肯色州薩林縣的一個行政鎮區。

## 地方資料
班納鎮區的面積為106.58平方千米，當中陸地面積為104.31平方千米，而水域面積為2.27平方千米。根據2010年美國人口普查的數據，當地共有人口6790人，而人口密度為每平方千米63.71人。